# Maksim Mrvica
Maksim Mrvica (Šibenik, 3. svibnja 1975.), hrvatski pijanist.

## Životopis
U Šibeniku je završio osnovno i srednje glazbeno obrazovanje u klasi prof. Marije Sekso. Već kao devetogodišnjak počinje javno nastupati, da bi s nepunih dvanaest godina svirao svoj prvi koncert s orkestrom. Inače, prezime Mrvica potječe sa šibenskog otoka Žirja. 

Nakon brojnih koncerata u rodnom gradu, 1993. godine upisuje Muzičku akademiju u Zagrebu te studira u klasi prof. Vladimira Krpana, kod kojega je 1998. godine diplomirao s odličnim uspjehom. Iste godine upisuje jednogodišnji studij usavršavanja na Konzervatoriju Franz Liszt u Budimpešti u klasi prof. Lászla Baranyaya.
Od ožujka 2000. godine usavršava se na konzervatoriju Alexander Skrjabin u Parizu u klasi prof. Igora Laszka.
Nastupao je u svim većim hrvatskim gradovima te u Salzburgu i Beču (Austrija), Genevi (Švicarska), Budimpešti (Mađarska), Parizu (Francuska) i Sankt-Peterburgu (Rusija). Uspješno je snimao za Hrvatski radio i Hrvatsku televiziju. Surađivao je s orkestrom Muzičke akademije u Zagrebu i sa Simfonijskim orkestrom HRT-a (Alan Buribaev). Dobitnik je nekoliko nagrada na domaćim i inozemnim pijanističkim natjecanjima, od kojih prve nagrade na Državnom natjecanju učenika glazbe u Zagrebu, Rektorove nagrade Sveučilišta grada Zagreba za akademsku godinu 1997./98., nagrade austrijskog Rotary kluba 1998. godine, prve nagrade na Međunarodnom pijanističkom natjecanju Nicolai Rubinstein u Parizu 1999., te prve nagrade na pijanističkom natjecanju Portoise u Parizu 2001.
Osim redovnog studija na Akademiji, usavršavao se i na brojnim majstorskim tečajevima aktivno sudjelujući na seminarima kod priznatih svjetskih pedagoga i pijanista kao što su Igor Laszko, Semiom Balshem, Edit Picht-Axenfeld, László Baranyay, Nina Kazimirova, Virginio Pavarana, Sergej Senkov i Christine Paraschos.
Dobitnik je Diskografske nagrade Porin 2002. za najbolji album u kategoriji klasične glazbe.
2019. odlikovan je Redom Danice hrvatske s likom Marka Marulića za glazbeni doprinos i promociji hrvatske glazbe.

## The Piano Player
Godinu dana poslije, upoznaje poznatog estradnog skladatelja Tončija Huljića, koji mu ujedno i piše skladbe, koji ga upoznaje s producentom Mel Bushom, koji je odmah nakon uspjeha s violinističkim kvartetom Bond tražio pijanista koji bi potvrdio stvaranje mješavine popa i klasične glazbe za izdavačku kuću EMI Classics. 2003. godine snimio je svoj najuspješniji croossover album „The Piano Player“, koji je 2004. dobio zlatnu ploču u Maleziji, Kini i Indoneziji te platinum u Tajvanu, Singapuru i rodnoj Hrvatskoj, a u Hong Kongu čak i dvostruki platinum, gdje se album zadržao 12 tjedana na prvom mjestu na HMV International Pop Chart-u.

## Ostali albumi
Sljedeće godine, album „Variations: Part I & II“ dobiva platinum u Tajvanu. Uslijedila je uspješna azijska turneja s Moskovskim simfonijskim orkestrom. Svoj sljedeći album „A New World“, promovirao je u Japanu, a turneja je završila koncertom u zagrebačkoj Šalati. Slijedi album „Electrik“, opisan kao „najcrossoverskiji“ zbog skladbi koje su žanrovski bile na granici čistog techna i electra, a našla su se, uz 13 skladbi, i 4 remiksa na drugom CD-u s mješavinom techna i electra s house i drum'n'bass glazbom. U studenom 2007. izdaje album naziva „Pure“, s kompilacijom njegovih poznatih skladbi obogaćenim tehnički zahtjevnijim solo-klavirskim aranžmanom, koji obožavatelji nisu dobro prihvatili. Ubrzo je nakon objavljivanja povučen s prodaje zbog sukoba s diskografskom kućom i prodaje manjeg broja primjeraka od očekivanog. U ožujku 2008., Maksim je svojesvrsno to nadoknadio albumom „Pure II“, kao nastavak, s novim klavirskim skladbama, uključujući i crossover verziju skladbe „Victory“ Tončija Huljića, te prvim kompilacijskim albumom „Greatest Maksim“, završavajući tako jedan period svoje karijere. 2010. vraća se novim crossover albumom „Appassionata“, za diskografsku kuću Universal (kupio je EMI), koji određenim odabirom skladbi nije postigao popularnost kao kod prethodnih. Krajem studenog 2012. izdaje album „The Movies“ s crossover obradama skladbi iz filmske glazbe (poznate glazbene teme iz filmova kao što su „Nemoguća misija“, „Kum“, „Pirati s Kariba“, „Gladijator“, „Rocky“, „Kristalna planina“ i dr.), napravivši tako odmak od onog pravca crossover glazbe na koji su obožavatelji navikli i kojim se Maksim proslavio. Krajem 2014., objavljen je novi album zvan „Mezzo e Mezzo” koji po samom nazivu sadržava 7 kompozicija crossover glazbe te Musorgskijeve 'Slike s izložbe' kao dio klasične glazbe (gotovo ista formula albuma „Variations: Part I & II“), s aktualnim singlom i video spotom „Ballet Moderne” prema baletnoj glazbi T. Shakhidija. Uslijedila je promocija albuma na korejskoj turneji u listopadu i studenom, a ubrzo i kineska tijekom prosinca. Za svibanj 2015. najavljena je kineska turneja klasične glazbe kao i desetak koncerata u Hrvatskoj i Sloveniji, a potom je uslijedila ljetna 'Adriatic' turneja u 6 hrvatskih jadranskih gradova. Najesen Maksim u Kini snima reklamne spotove za promociju klavira tvrtke 'Yamahe' postajući pritom njen ambasador kao i 'Croatia Airlinesa'. Uslijedila je jesenska azijska promotivna turneja novog albuma 'Croatian Rhapsody', u kojem se nalaze remiksi poznatih hitova uz dvije nove skladbe Tončija Huljića. Nakon tolikih godina stjecanja slave i ugleda u Aziji, Maksim je postao sve više priznat u europskim zemljama; tako je nastupio dvije godine zaredom u Češkoj, Ukrajini, a 2017. po prvi put je nastupao u Njemačkoj i Švedskoj, a uskoro bi trebao 
nastupiti i u Kanadi.

## Diskografija
- 1999. – Gestures (Lisinski Studios)
- 2003. – The Piano Player (EMI)
- 2004. – Variations Part I & II (EMI)
- 2005. – A New World (EMI)
- 2006. – Electrik (EMI)
- 2007. – Pure (MBO)
- 2008. – Pure II (MBO)
- 2008. – Greatest Maksim (EMI)
- 2010. – Appassionata (Universal)
- 2012. – The Movies (Universal)
- 2014. – Mezzo E Mezzo (Universal)
- 2015. – Croatian Rhapsody (Universal)
- 2018. – New Silk Road (Universal)
- 2024. – Segmenti (Universal)

## Vanjske poveznice
- Službene stranice Maksima Mrvice